# Guainía megye
Guainía Kolumbia egyik megyéje. A rendkívül alacsony népsűrűségű megye az ország keleti részén terül el. Székhelye Inírida.

## Földrajz
Az ország keleti részén elterülő megye északon Vichada megyével, keleten Venezuelával, délen Brazíliával, délnyugaton Vaupés, nyugaton pedig Guaviare megyével határos. Területe nagyrészt síkvidék.

## Gazdaság
Legfontosabb termesztett növényei a manióka, a banán és a kukorica.

## Népesség
Ahogy egész Kolumbiában, a népesség növekedése Guainía megyében is gyors, ezt szemlélteti az alábbi táblázat:
| Év             | Lakosság                        |
| -------------- | ------------------------------- |
| 1985           | Ekkor még nem létezett a megye. |
| 1993           | 13 491                          |
| 2005           | 35 230                          |
| 2012 (becsült) | 40 203                          |